# Evacuazioni di civili in Gran Bretagna durante la seconda guerra mondiale

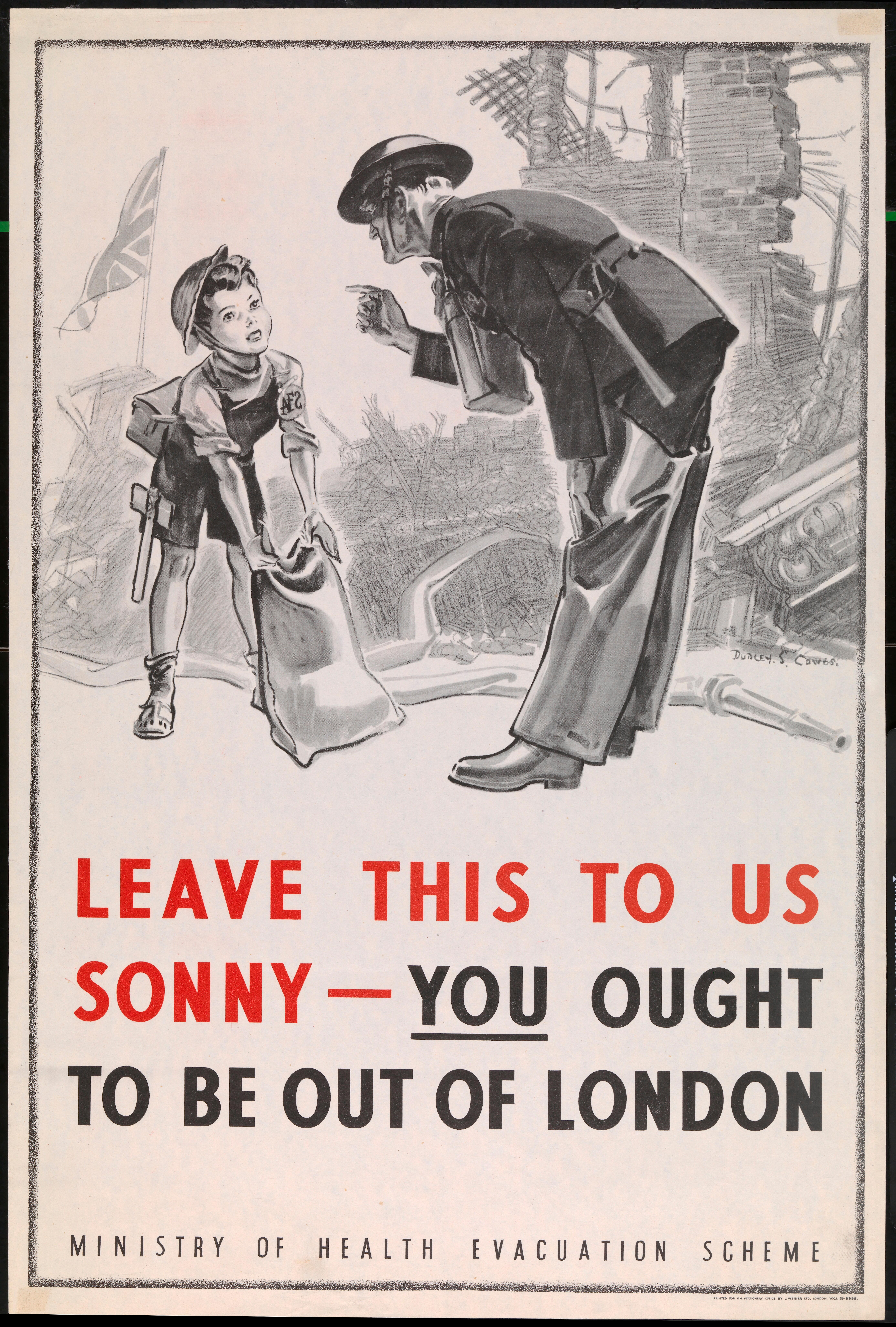
Il Ministero della Salute del Regno Unito pubblicizzò il programma di evacuazione attraverso manifesti, tra gli altri mezzi. Il manifesto raffigurato qui venne utilizzato nella metropolitana di Londra.

L'evacuazione dei civili in Gran Bretagna durante la seconda guerra mondiale venne progettata per proteggere le persone, in particolare i bambini, dai rischi associati ai bombardamenti aerei delle città spostandoli verso aree ritenute meno a rischio.
Sotto il nome di "Operation Pied Piper", lo sforzo iniziò il 1º settembre 1939 e trasferì ufficialmente 1,5 milioni di persone. Ci furono ulteriori ondate di evacuazione ufficiale e rievacuazione dalle coste meridionali e orientali nel giugno 1940, quando era prevista un'invasione marittima, e dalle città colpite dopo che il Blitz iniziò nel settembre 1940. Evacuazioni ufficiali ebbero luogo anche dal Regno Unito verso altre parti dell'Impero britannico, e molte evacuazioni non ufficiali all'interno e dal Regno Unito. Altri movimenti di massa di civili includevano cittadini britannici in arrivo dalle Isole del Canale e sfollati in arrivo dall'Europa continentale.

## Antefatti

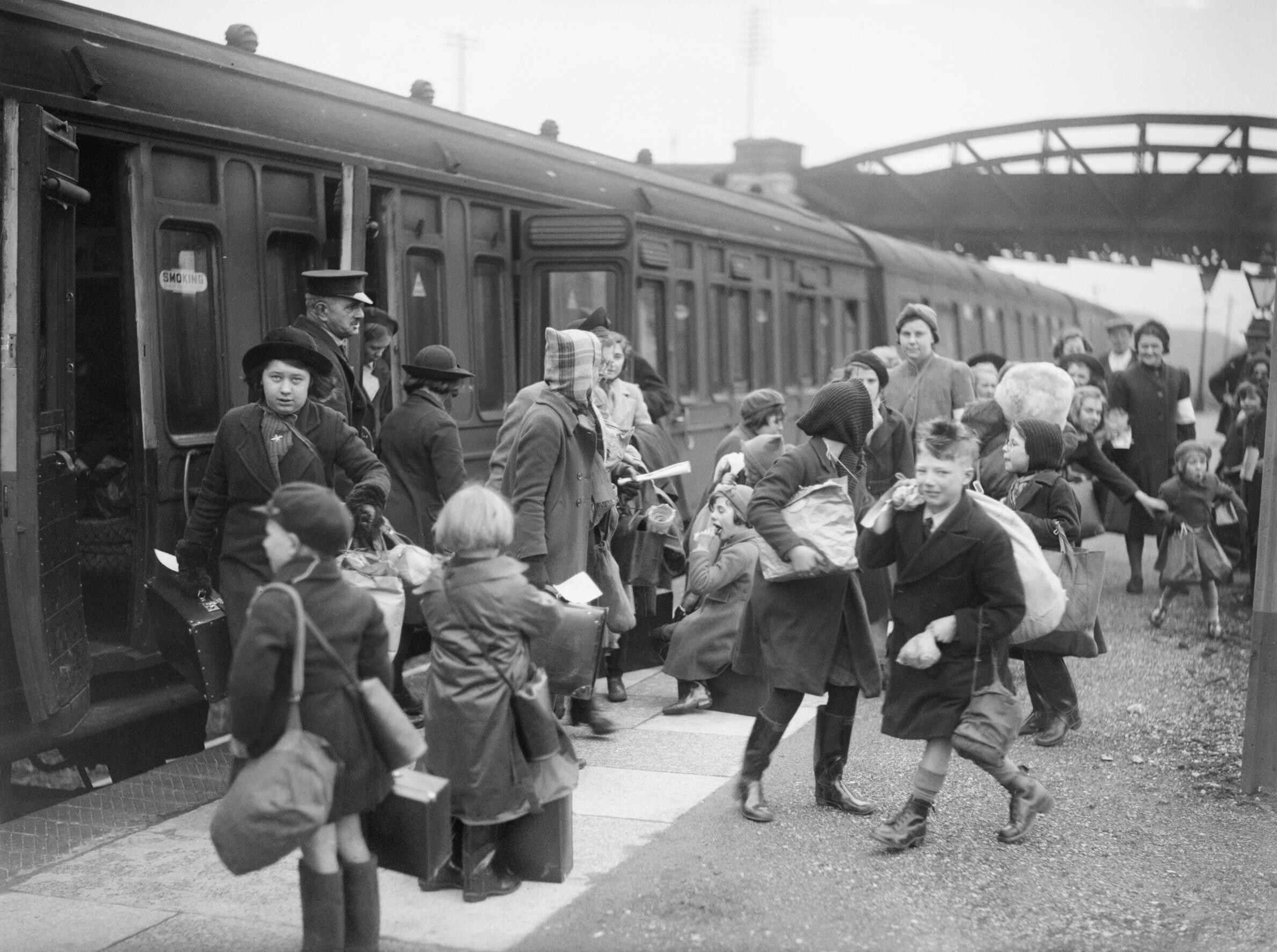
Bambini sfollati da Bristol che arrivano a Brent nel Devon nel 1940

Il programma di evacuazione del governo venne sviluppato durante l'estate del 1938 dalla Commissione Anderson e implementato dal Ministero della Salute. Il paese venne diviso in zone, classificate come "evacuazione", "neutrale" o "accoglienza", con sfollati prioritari spostati dai principali centri urbani e alloggiati negli alloggi privati disponibili nelle aree più rurali. Ogni zona copriva circa un terzo della popolazione, anche se diverse aree urbane successivamente bombardate non erano state classificate per l'evacuazione.
All'inizio del 1939, le aree di accoglienza compilarono elenchi di alloggi disponibili. Venne trovato spazio per circa 2.000 persone e il governo costruì anche campi che fornirono qualche migliaio di posti aggiuntivi.
Il governo iniziò a pubblicizzare il suo piano attraverso le autorità locali nell'estate del 1939. Il governo aveva sopravvalutato la domanda: solo la metà di tutti i bambini in età scolare venne trasferita dalle aree urbane invece dell'80% previsto. C'era un'enorme variazione regionale: appena il 15% dei bambini venne evacuato da alcune aree urbane, mentre oltre il 60% dei bambini venne evacuato da Manchester, Belfast e Liverpool. Anche il rifiuto del governo centrale di spendere ingenti somme per la preparazione ridusse l'efficacia del piano. Alla fine, vennero evacuate oltre 3.000.000 di persone.

## L'evacuazione

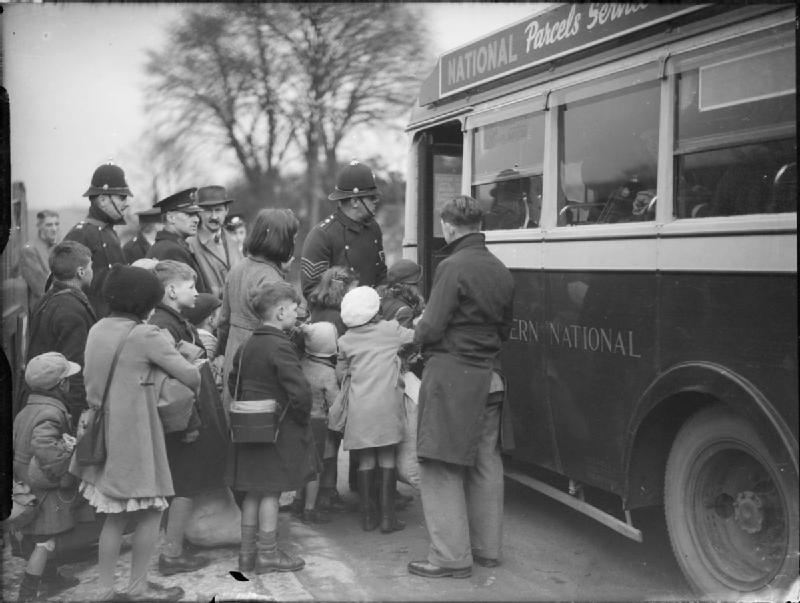
Sfollati da Bristol che salgono su un autobus a Kingsbridge nel Devon en route verso i loro alloggi nel 1940

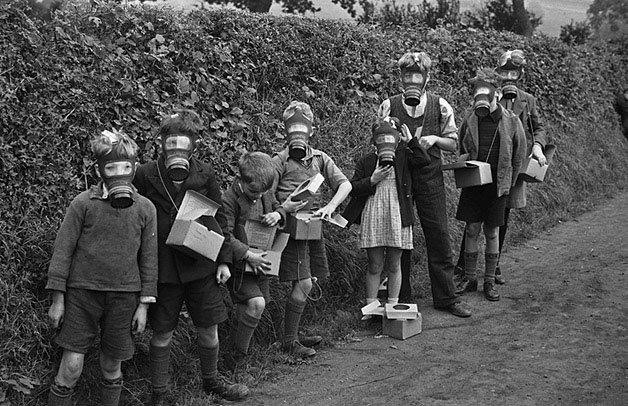
Evacuati nel Montgomeryshire, 1939

Vennero sfollate quasi 3,75 milioni di persone, con circa un terzo dell'intera popolazione che subì alcuni effetti dell'evacuazione. Nei primi tre giorni di evacuazione ufficiale vennero spostate 1,5 milioni di persone: 827.000 bambini in età scolare; 524.000 madri e bambini piccoli (sotto i 5 anni); 13.000 donne incinte; 70.000 disabili e oltre 103.000 insegnanti ed altri 'aiutanti'. I bambini vennero separati dai loro genitori.
Vennero evacuate le merci così come le persone; organizzazioni o dipartimenti lasciarono le città. I tesori d'arte vennero inviati in depositi lontani: la collezione della National Gallery trascorse la guerra presso la cava di Manod vicino a Ffestiniog, nel Galles del nord. La Banca d'Inghilterra si trasferì nella piccola città di Overton, Hampshire e nel 1939-1940 trasferì 2.154 tonnellate di oro nei caveau della Banca del Canada ad Ottawa. La BBC spostò la produzione di varietà a Bristol e Bedford e trasferì il personale anziano a Wood Norton vicino a Evesham, Worcestershire. Molti membri del personale anziano del Post Office vennero trasferiti a Harrogate. Alcune società private spostarono le sedi centrali o i loro archivi più vitali in una zona di relativa sicurezza lontano dalle grandi città.
Anche le funzioni governative sono state evacuate. Sotto il Plan Yellow, circa 23.000 dipendenti pubblici e le loro scartoffie vennero spediti negli hotel disponibili nelle migliori località costiere e città termali. Altri hotel vennero requisiti e svuotati per una possibile ultima "mossa nera" se Londra avesse dovuto essere distrutta o minacciata da un'invasione. In base a questo piano, il nucleo del governo si sarebbe trasferito nelle West Midlands—il governo di guerra e i ministri si sarebbero trasferiti a Hindlip Hall, Bevere House e Malvern College vicino a Worcester ed il Parlamento a Stratford-upon-Avon. Winston Churchill avrebbe dovuto trasferirsi a Spetchley Park mentre il re Giorgio VI e altri membri della famiglia reale si sarebbero stabiliti a Madresfield Court vicino a Malvern.
Alcune aree tese portarono i bambini nelle scuole locali adottando l'espediente della prima guerra mondiale dell'"istruzione a doppio turno", impiegando il doppio del tempo ma anche raddoppiando il numero di studenti. Il movimento degli insegnanti significava anche che quasi un milione di bambini rimasti a casa non avevano alcuna fonte di istruzione.

## I centri di evacuazione

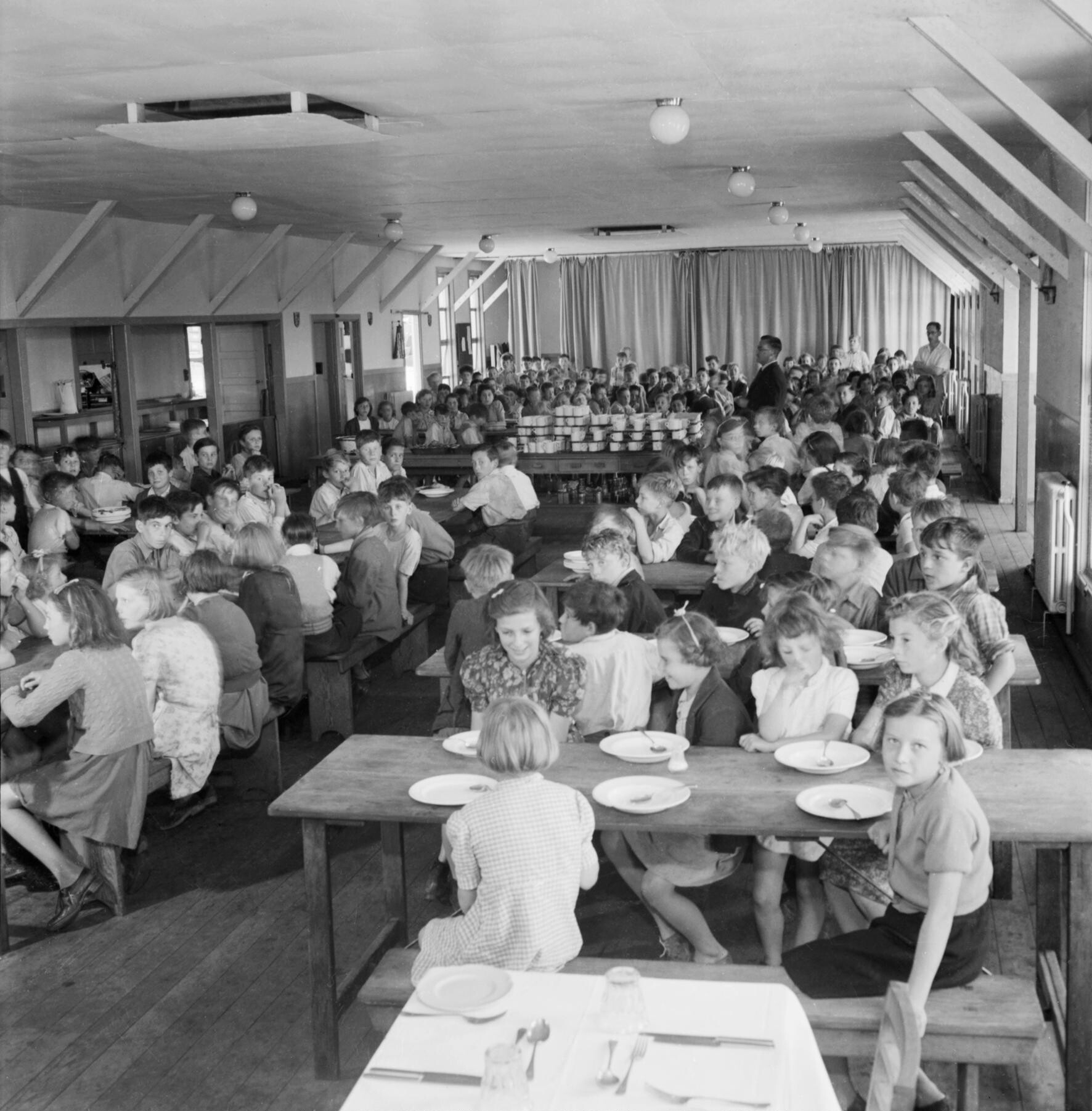
La Marchant's Hill School era un campo di evacuazione di edifici in legno costruiti a Hindhead nel Surrey. Questa era la sala da pranzo in uso nel 1944.

Nel 1939 il governo britannico approvò il Camps Act 1939 che istituì la National Camps Corporation come ente per progettare e costruire campi residenziali per i giovani, che avrebbero potuto fornire opportunità di apprendimento all'aperto e fungere anche da centri d'evacuazione in caso di guerra. L'architetto T. S. Tait fu responsabile della progettazione degli edifici, che comprendevano alloggi per oltre 200 bambini e personale, sale ricreative, lavatoi e un complesso refettorio/cucina. Questi campi vennero replicati in oltre trenta diverse località rurali in tutto il paese.
Durante gli anni della guerra essi fungevano da rifugio sicuro per i bambini di città. Nel dopoguerra la proprietà dei siti venne trasferita agli enti locali. Nel corso degli anni la maggior parte di questi siti è andata perduta, ma l'esempio meglio conservato oggi è Sayers Croft a Ewhurst, Surrey. Il complesso della sala da pranzo e della cucina è protetto come Edificio di interesse storico culturale di II grado per l'importanza del lavoro di Tait e per i murales dipinti che raffigurano la vita dei numerosi sfollati. I centri di evacuazione vennero istituiti anche dal Foster Parent Plan (FPP) per i bambini colpiti dalla guerra, successivamente ribattezzato Plan International.
Una scuola evacuata venne sponsorizzata dal FPP a Knutsford, nel Cheshire, con ogni bambino sostenuto finanziariamente da un cittadino americano. Una studentessa, di nome Paulette, venne sponsorizzata dalla signora Eleanor Roosevelt.

## Evacuazione oltremare
Il Children's Overseas Reception Board (CORB) approvò l'evacuazione di 24.000 bambini all'estero. Tra marzo e settembre 1940, 1.532 bambini vennero evacuati in Canada, principalmente attraverso il terminal per l'immigrazione Pier 21; 577 in Australia; 353 in Sudafrica e 202 in Nuova Zelanda. Lo schema venne annullato dopo che la City of Benares venne silurata il 17 settembre 1940, uccidendo 77 dei 90 bambini CORB a bordo. Tuttavia, nel 1940 e nel 1941 circa 14.000 bambini vennero evacuati privatamente a parenti o famiglie affidatarie all'estero, di cui 6.000 in Canada e 5.000 negli Stati Uniti.
La BBC collaborò con le reti radiofoniche dei paesi ospitanti, per realizzare Children Calling Home, un programma che permetteva ai bambini evacuati e ai loro genitori di parlare tra loro, in diretta radio.

## Altre evacuazioni

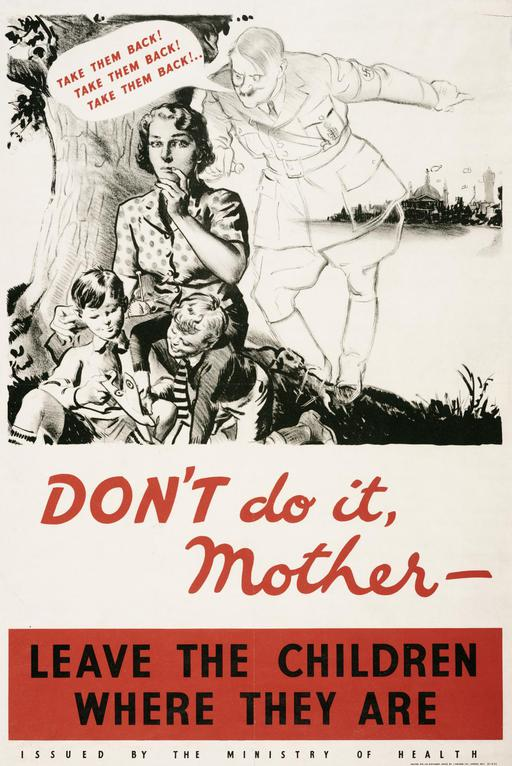
Alcuni genitori a cui mancavano i loro figli furono tentati di riportarli indietro dall'evacuazione. Questo manifesto del Ministero della Salute venne pubblicato per scoraggiarli.

Un secondo tentativo di evacuazione iniziò durante e dopo la caduta della Francia. Dal 13 al 18 giugno 1940 vennero evacuati (e in molti casi nuovamente evacuati) circa 100.000 bambini. Vennero fatti sforzi per rimuovere i vulnerabili dalle città costiere nell'Inghilterra meridionale ed orientale di fronte ad aree controllate dai tedeschi. A luglio, oltre 200.000 bambini erano stati trasferiti; alcune città nel Kent e nell'Anglia orientale evacuarono oltre il 40% della popolazione. Inoltre, arrivarono circa 30.000 persone dall'Europa continentale e dal 20 al 24 giugno arrivarono 25.000 persone dalle isole del Canale.
Quando migliaia di scolari di Guernsey arrivarono nell'Inghilterra settentrionale con i loro insegnanti, ad alcuni venne permesso di ristabilire le loro scuole in edifici vuoti. La Guernsey's Forest School venne riaperta in una sala della chiesa a Cheadle Hulme, nel Cheshire, dove operò fino all'agosto 1945. A seguito dell'evacuazione di così tante persone di Guernsey in Inghilterra, coloro che tornavano non parlavano più la lingua di Guernsey (guernsiese) dopo la guerra.
Una delle mosse più rapide venne compiuta dalla London, Midland and Scottish Railway quando trasferì la sua sede fuori Londra. La società rilevò The Grove, nella tenuta del Conte di Clarendon nell'Hertfordshire. Questa venne preparata come uffici e una serie di capanne costruite nel parco circostante. Il 1º settembre 1939 la società decise di trasferirsi e il trasferimento venne completato prima che la guerra fosse dichiarata due giorni dopo. Nel giro di tre giorni circa 3.000 dipendenti si stabilirono presso la nuova sede.

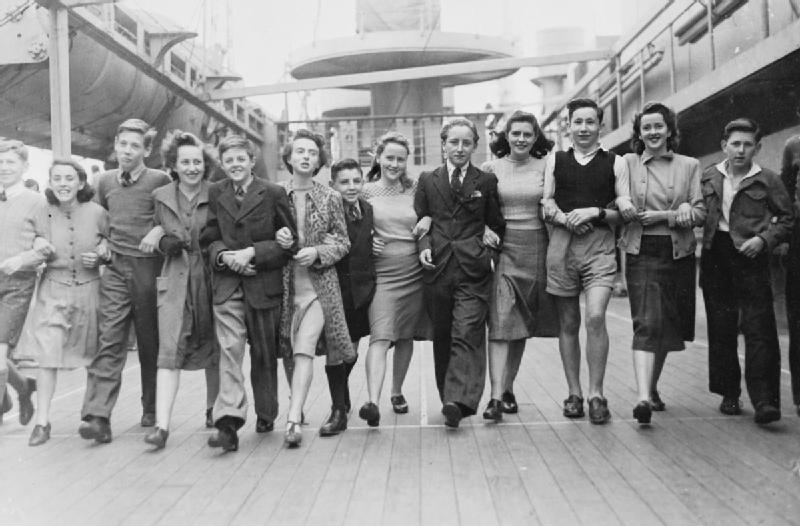
Bambini sfollati che ritornano a Southampton dall'Australia a bordo della nave militare nel settembre 1945. Si noti la montatura in tempo di guerra del cannone antiaereo sullo sfondo.

Quando il Blitz iniziò nel settembre 1940, c'erano chiari motivi per l'evacuazione. A coloro che prendevano accordi privati venivano offerte indennità di viaggio e alloggio gratuite. Esse vennero date anche a bambini, anziani, disabili, donne incinte, malati e persone che avevano perso la casa (circa 250.000 nelle prime sei settimane a Londra). Grazie alla combinazione di tutti gli sforzi statali e privati, la popolazione di Londra venne ridotta di quasi il 25%.
Poiché i bombardamenti colpirono più città, l '"evacuazione privata assistita" venne estesa. Tuttavia, non tutti i bambini, le madri e gli insegnanti evacuati erano al sicuro nelle aree in cui erano stati evacuati. Incursioni aeree, bombe inesplose, veicoli militari e campi minati militari rappresentavano rischi per gli sfollati ovunque si trovassero nel Regno Unito.
Londra si dimostrò resistente nonostante i pesanti bombardamenti. La distruzione nei centri minori era più probabile che provocasse panico ed evacuazioni spontanee. Il numero di sfollati ufficiali salì a un picco di 1,37 milioni nel febbraio 1941. A settembre era poco più di un milione. Alla fine del 1943, c'erano solo 350.000 persone ufficialmente alloggiate. Tuttavia, gli attacchi delle V1 del giugno 1944 provocarono un altro esodo significativo da Londra. Fino a 1,5 milioni di persone se n'erano andate a settembre, solo il 20% erano sfollati "ufficiali".

## Effetti traumatici sui bambini
Anche a quel tempo, c'erano alcuni che nutrivano gravi preoccupazioni per l'effetto psicologico soprattutto sui bambini più piccoli, e si chiedevano se avrebbero fatto meglio a correre dei rischi con i loro genitori.
All'inizio degli anni 2000 un certo numero di sfollati si fece avanti per chiarire i molti "lati negativi" dell'evacuazione.

## Impatto culturale

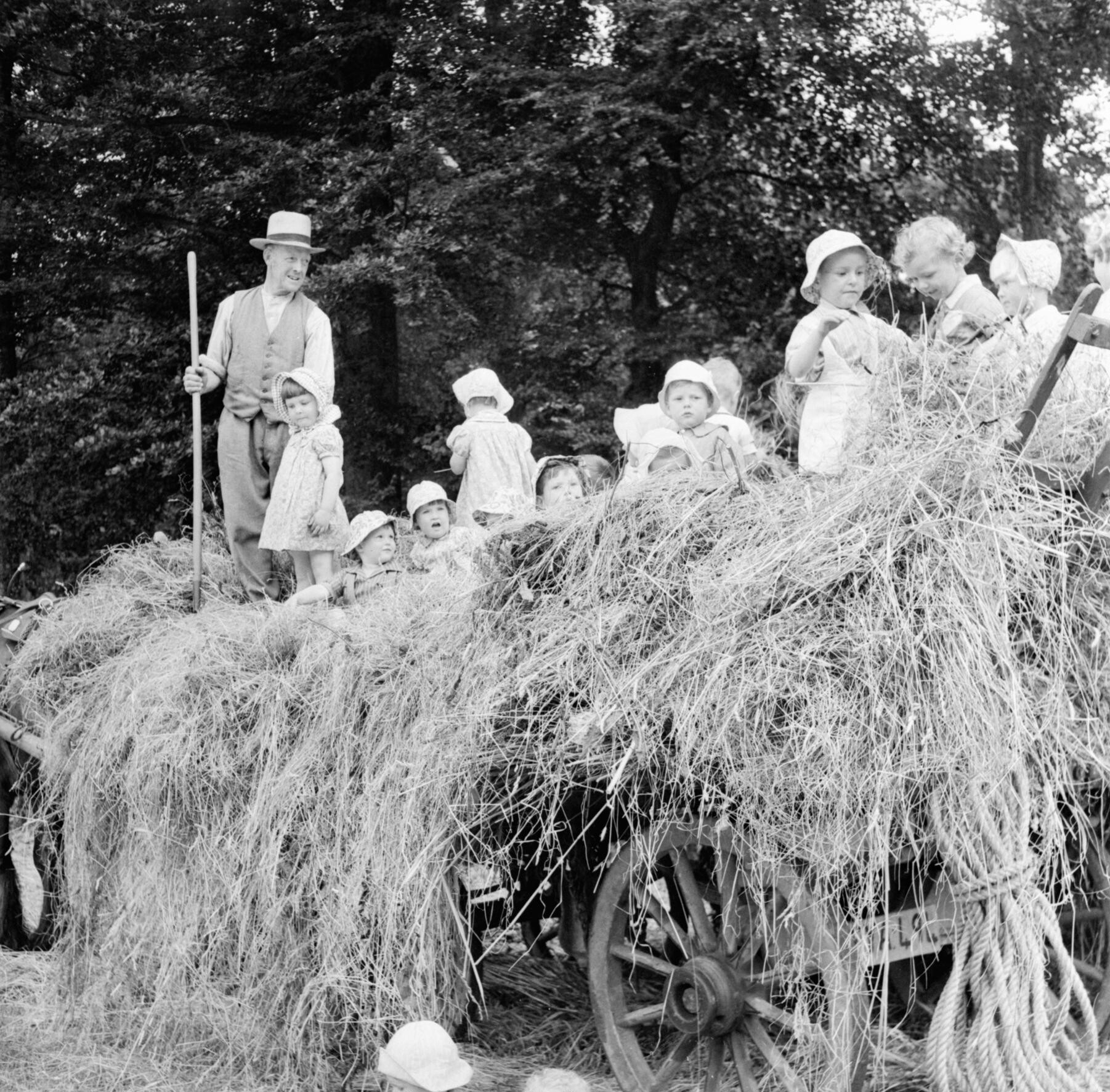
Bambini sfollati su un carro di fieno a Chapel Cleeve, Somerset nel 1942

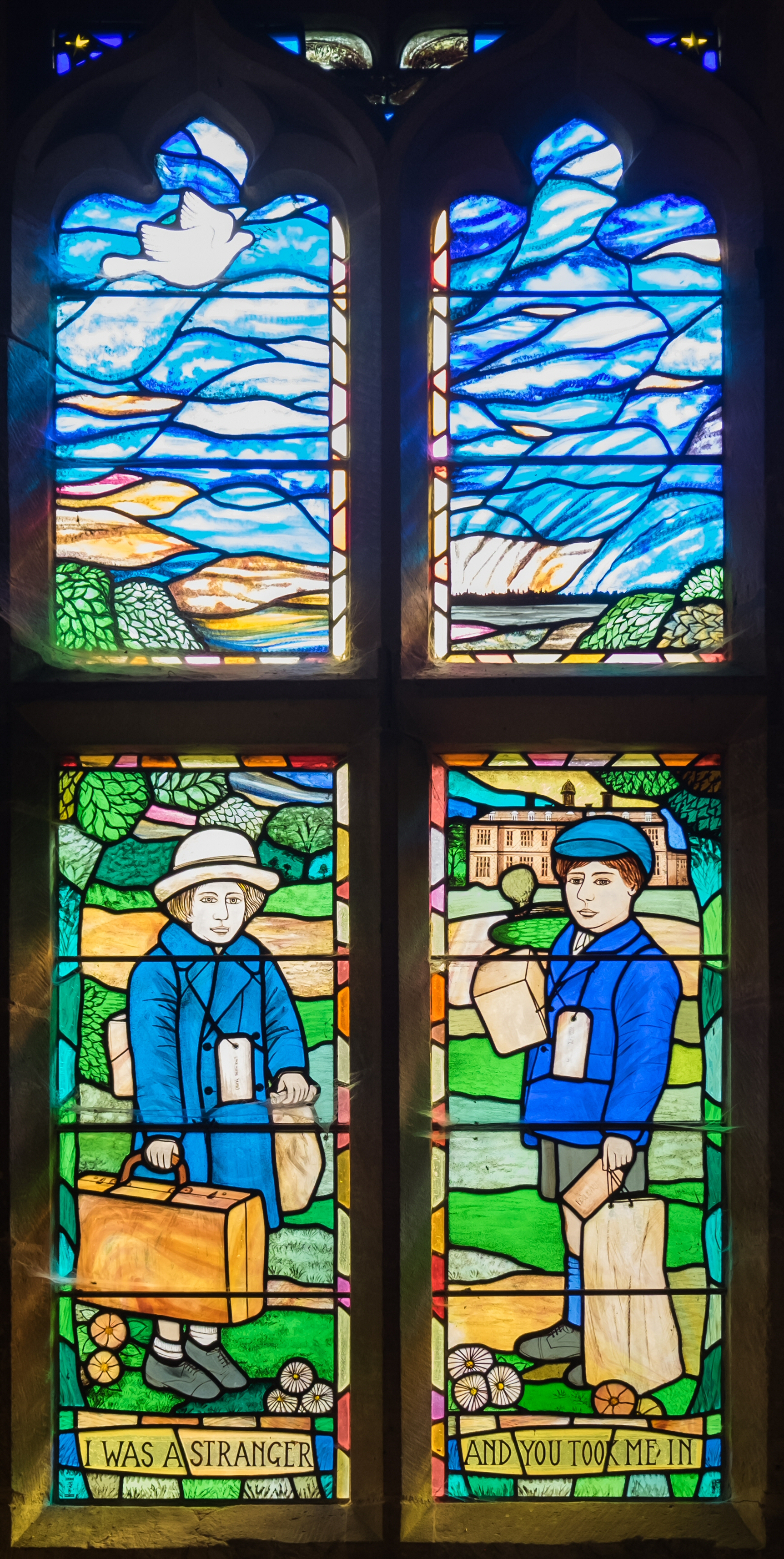
Questa vetrata di Michael Stokes, nella All Saints Church, Sudbury, Derbyshire, fu un regalo degli ex sfollati di Manchester alla comunità dove vennero accuditi durante la guerra

Il movimento dei bambini urbani di tutte le classi verso luoghi rurali sconosciuti, senza i loro genitori, ebbe un impatto importante. L'Associazione Evacuees Reunion venne costituita con il sostegno dell'Imperial War Museum. Fornisce opportunità agli ex sfollati di contribuire e condividere esperienze di evacuazione e ai ricercatori di richiedere informazioni come gli effetti a lungo termine dell'evacuazione sui bambini.
L'evacuazione generò un'intera letteratura di narrativa per bambini ed adolescenti. La comodità dell'ambientazione per lo scrittore è chiara, consentendo ai bambini eroi di vivere avventure in uno strano, nuovo mondo. Alcuni degli autori, come Nina Bawden, subirono l'evacuazione.
- Il vincitore del Carnegie Medal Visitors from London (1940) di Kitty Barne è uno dei primi romanzi sugli sfollati, ambientato nel Sussex.
- In William and the Evacuees (1940) di Richmal Crompton, William Brown è invidioso dei trattamenti speciali che gli sfollati ricevono e organizza un'"evacuazione" dei bambini del villaggio.
- Nel romanzo di C. S. Lewis Il leone, la strega e l'armadio (1950) i bambini Pevensie vengono evacuati da Londra nel maestoso maniero che contiene il portale del guardaroba per Narnia. Non è mai specificato in quale parte dell'Inghilterra fosse situata la casa.
- Il romanzo di William Golding Il signore delle mosche (1954) parla di un aereo di bambini in fuga che vengono abbattuti sopra un'isola tropicale.
- L'amato personaggio dei libri per bambini di Michael Bond, Paddington Bear (1958), è un orso orfano antropomorfizzato, che – essendosi nascosto dall'"Oscuro Perù" – viene trovato da una famiglia alla stazione ferroviaria di Paddington a Londra, seduto sulla sua valigia con un biglietto attaccato al cappotto che dice: "Per favore, prenditi cura di quest'orso. Grazie". Bond disse che i suoi ricordi di cinegiornali che mostravano treni carichi di bambini sfollati che lasciavano Londra durante la seconda guerra mondiale, con etichette al collo e i loro averi in piccole valigie, lo spinsero a fare lo stesso per Paddington.[20]
- Il romanzo di Nina Bawden Carrie's War (1973) parla di Carrie e Nick, che incontrano religioni diverse quando vengono evacuati nel Galles.
- Il romanzo di Noel Streatfeild When the Sirens Wailed (1974) parla di tre sfollati e copre questioni come le razioni per gli sfollati, il rapporto tra sfollati e cittadini e i problemi incontrati da coloro che sono rimasti indietro.
- Il romanzo di Michael Morpurgo Friend or Foe (1977) parla di due sfollati che fanno amicizia con l'equipaggio di un bombardiere tedesco precipitato di nascosto sul Dartmoor.
- Il romanzo di Diana Wynne Jones A Tale of Time City (1987) inizia con la protagonista, Vivian, che viene evacuata da Londra. La stessa Jones venne evacuata in Galles nel 1939.[21]
- Il romanzo di Michelle Magorian, Buonanotte, signor Tom (1981), racconta la storia dello sfollato Willie Beech e dell'anziano Thomas Oakley con il quale è alloggiato. È stato trasformato in un film per la TV con John Thaw nei panni del signor Tom.
- Nel sequel Disney di Peter Pan, Ritorno all'Isola che non c'è, i figli di Wendy Darling, Jane e Daniel, devono essere preparati per l'evacuazione prima che Jane venga rapita da Capitan Uncino. L'introduzione al film descrive in dettaglio l'ordine di evacuazione e come i bambini hanno bisogno di Peter Pan ora più che mai.
- La trilogia Guests of War di Kit Pearson, che inizia con The Sky Is Falling (1989), racconta la storia di Norah Stoakes, dieci anni, e di suo fratello minore Gavin, che vengono evacuati a Toronto.
- Nel videogioco del 2018 We Happy Few, ambientato in una realtà alternativa in cui la Germania ha invaso e occupato con successo la Gran Bretagna durante la guerra, il personaggio principale Arthur Hastings tradisce suo fratello autistico Percival consegnandolo alle autorità collaborazioniste per essere inviato in Germania.

I romanzi per adulti con evacuazione e sfollati sono:
- Sempre più bandiere di Evelyn Waugh, in cui Basil Seal, l'antieroe di Waugh, usa la sua posizione di alloggiatore per estorcere tangenti (per aver trasferito bambini perturbatori altrove) da ospiti sfortunati e riluttanti.
- Il romanzo per adulti di *Noel Streatfeild Saplings (1945).
- Il romanzo in due volumi di Connie Willis Blackout/All Clear (2010) contiene ampi capitoli su un viaggiatore nel tempo proveniente dal futuro, uno storico di nome Merope (interpreta il personaggio di Eileen O'Reilly, una cameriera irlandese), che intende studiare l'impatto dell'evacuazione sui bambini. Quando rimane bloccata nel passato, alla fine adotta due bambini monelli per crescerli lei stessa.

Saggistica:
- Out of Harm's Way di Jessica Mann (Headline Publishers 2005) racconta la storia dell'evacuazione all'estero di bambini dalla Gran Bretagna durante la seconda guerra mondiale.
- Nel libro di memorie di Pam Hobbs Don't Forget to Write: the true story of an evacuee and her family (2009), una bambina di 10 anni viene evacuata nel 1940 da Leigh-on-Sea, dall'Essex al Derbyshire, dove vive con diverse famiglie e incontra una serie di ricevimenti dall'amore all'aperta ostilità – ed enormi differenze culturali.
- Alan Derek Clifton ha pubblicato i suoi ricordi dell'evacuazione nella Rhodesia Settentrionale nel 1940 nel libro intitolato From Cockney to Colonial (And Back Again) (2010).
- Non c'è tempo per salutare con la mano e Il giorno in cui presero i bambini di Ben Wicks.
- Britain's Wartime Evacuees di Gillian Mawson (Pen and Sword, 2016) condivide la testimonianza personale di bambini e adulti sfollati in Gran Bretagna durante la seconda guerra mondiale.
- Guernsey Evacuees di Gillian Mawson (History Press, 2012) condivide la testimonianza personale degli sfollati di Guernsey in Gran Bretagna durante la seconda guerra mondiale.

Altri:

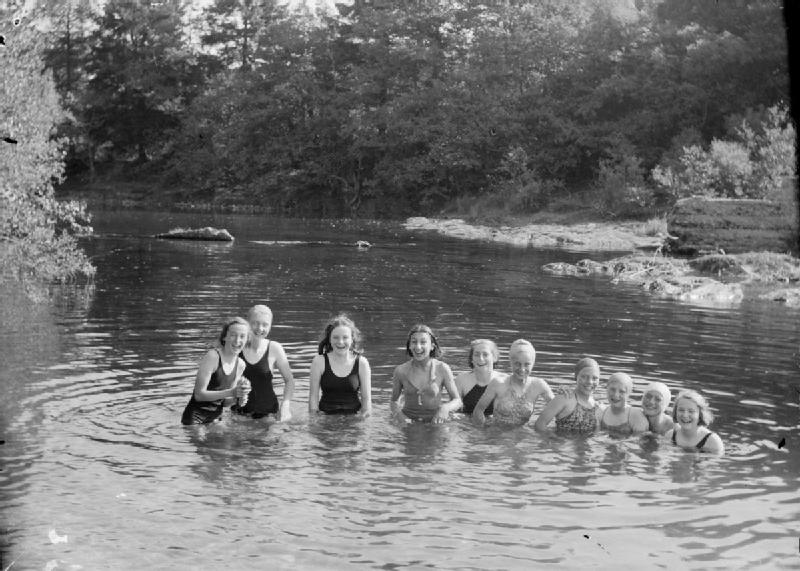
Ragazze della Notre Dame High School di Battersea fanno il bagno nel fiume Towy a Llandovery, Carmarthenshire nel 1940

- Nel film della 20th Century Fox On the Sunny Side (1942), Roddy McDowall ritrae un ragazzo inglese evacuato che arriva a vivere con una famiglia americana in Ohio.
- Il dramma televisivo di Stephen Poliakoff Perfect Strangers (2001) include un lungo flashback di due sorelle evacuate che lasciano la famiglia in cui sono state mandate e vivono come bambini selvaggi nei boschi per il resto della guerra.
- Nel film Pomi d'ottone e manici di scopa (1971), i bambini evacuati vengono accolti da una buona strega in formazione.
- Nel film L'angelo della morte (2014), la trama principale del film coinvolge una direttrice e un insegnante che evacuano un gruppo di bambini da Londra. Uno dei bambini ha perso i suoi genitori nel Blitz.